# Одељење периодике Библиотеке Бора Станковић у Врању
Одељење периодике Библиотеке Бора Станковић у Врању је фонд градске библиотеке у Врању од око 350 наслова, са инвентарисаних више од 9.300 свезака серијских публикација. Фонд постоји као посебна целина библиотеке од 2018. године. У њему се налази 14 наслова новина, од којих је инвентарисано 210  укоричених годишта.

## О одељењу
Фонд серијских публикација Библиотеке Бора Станковић у Врању обухвата:
- дневну штампу,
- недељну штампу,
- стручне часописе из области науке, културе и уметности,
- стручне часописе из библиотекарства,
- зборнике радова, годишњаке, алманахе, календаре.

Структура фонда по УДК групама:
1. Општа група – 51 наслов
2. Филозофија. Психологија  -  20 наслова
3. Религија. Теологија  - 22 наслова
4. Друштвене науке – 68 наслова
5. Природне науке. Математика – 8 наслова
6. Примењене науке. Медицина. Техника – 20  наслова
7. Уметност. Музика. Спорт – 23 наслова
8. Књижевност. Лингвистика. Језик – 120 наслова
9. Географија. Историја – 16 наслова.

Серијске публикације чине саставни део библиотечког фонда од оснивања врањске библиотеке. Према извештају из 1880. године, читаоница је била претплаћена на 24 листа и часописа, од којих је 9 било на страним језицима (немачком, бугарском, турском и француском).
Одељење периодике формирано је као посебна јединица у склопу врањске библиотеке од 1. јуна 2018. године, када је добило адекватан простор у приземљу зграде. Набавља, обрађује, чува и даје на коришћење фонд серијских публикација. Највећи број часописа је из области књижевности, науке и културе, потом библиотекарства, права, економије, психологије, социологије, образовања, пољопривреде, историје.
У оквиру збирке серијских публикација, посебно место заузимају часописи и новине из периода од краја XIX века до Другог светског рата: Бранково коло, Српски књижевни гласник, Мисао, Венац, Будућност, Летопис Матице српске, Правосуђе, Књижевни север, Наш језик. Значајну вредност овом одељењу даје збирка укоричених новина која је смештена у депоу периодике. Од завичајне периодике овде се чувају укоричена годишта Слободне речи и Новина Врањских, укоричена годишта листова и новина предузећа из Врања: ПКВ Новина – листа Памучног комбината Врање и Симпо новина. Богатство овог Одељења допуњују и укоричена годишта Борбе, Политике и НИН-а, те књижевних листова Књижевних новина, Књижевне речи, као и службених гласила Службеног листа СФРЈ, Службеног гласника СРС.
У саставу Одељења периодике је и читаоница за штампу. За потребе читалаца Библиотека набавља 5 наслова дневних новина: Блиц, Вечерње новости, Данас, Политику, Спортски журнал, а од недељних новина, Време и Нин. Политика и Нин се чувају ради укоричавања. Од дечјих часописа библиотека набавља Политикин забавник.
Серијске публикације се  користе само у читаоници врањске библиотеке. За кориснике су у Инетрнет читаоници у склопу одељења обезбеђени рачунари и бесплатан приступ интернету.
Фонд Одељења периодике се попуњава углавном поклонима, претплатом и куповином. Највише поклона је од Народне библиотеке Србије, затим Универзитетске библиотеке Светозар Марковић у Београду и Факултета заштите на раду у Нишу. Фонд се увећава за стотинак наслова и око 300 свезака годишње.
У простору овог одељења често се организују књижевне вечери, изложбе, радионице, промоције књига, пројекциједокументарних филмова, интерактивне радионице за децу и слично.

## Галерија
- Одељење периодике располаже са око 9.300 свезака серијских публикација
- Чланови могу користити публикације само у просторијама овог одељења
- Према извештају из 1880. године читаоница је била претплаћена на 24 листа и часописа, од којих је 9 било на страним језицима
- Одељење периодике поседује и рачунарску опрему са интернет везом који су доступни корисницима
- Бројне серијске публикације стижу у ово одељење путем поклона
- Ту су и часописи из света рачунарства
- Одељење поседује велики број свезака стручне периодике
- У Одељењу периодике често се одржавају интерактивне радионице за ђаке које воде познати српски писци
- Адекватан простор одељење поседује од 2018. године